# Problema del subespacio invariante

El vector es un autovector de la matriz. Todo operador en un espacio vectorial complejo no trivial de dimensión finitao tiene un autovector, lo que resuelve el problema del subespacio invariante para estos espacios.

En matemáticas, más concretamente en análisis funcional, el problema del subespacio invariante es un problema parcialmente sin resolver que pregunta si todo operador acotado en un espacio de Banach complejo manda algún subespacio cerrado no trivial a sí mismo. Varias variantes del problema han sido resueltas, restringiendo la clase de operadores acotados considerados o especificando una clase particular de espacios de Banach. El problema está todavía sin resolver en el caso de los espacios de Hilbert separables; es decir, todos los ejemplos encontrados hasta la fecha de operadores sin subespacios invariantes no triviales son operadores que actúan en un espacio de Banach no isomorfo a un espacio de Hilbert separable.

## Historia
El problema parece haber sido planteado a mediados del siglo XX después del trabajo de Beurling y von Neumann, quienes encontraron (pero nunca publicaron) una solución positiva para el caso de operadores compactos. Luego, fue planteado por Paul Halmos para el caso de operadores {\displaystyle T} tales que {\displaystyle T^{2}} es compacto. Esto fue resuelto afirmativamente, para una clase más general de operadores polinomialmente compactos (operadores {\displaystyle T} tales que {\displaystyle p(T)} es un operador compacto para un polinomio no nulo {\displaystyle p} adecuadamente escogido), por Allen R. Bernstein y Abraham Robinson en 1966.
Para espacios de Banach, el primer ejemplo de operador sin subespacio invariante fue construido por Per Enflo, quien propuso un contraejemplo al problema del subespacio invariante en 1975, publicando un resumen en 1976. Enflo presentó el artículo completo en 1981, y la complejidad y longitud del artículo atrasaron su publicación hasta 1987.El trabajo de Enflo inspiró a una similar construcción de un operador sin subespacios invariantes, por ejemplo a Beauzamy, quien reconoció las ideas de Enflo.
En la década de 1990, Enflo desarrolló un enfoque «constructivo» al problema del subespacio invariante en espacios de Hilbert.
En mayo de 2023, apareció una prepublicación de Enflo en arXiv, en la cual, de ser correcta, se resuelve el problema para espacios de Hilbert y completa el panorama.

## Enunciado detallado
Formalmente, el problema del subespacio invariante para un espacio de Banach complejo {\displaystyle H} de dimensión > 1 pregunta si todo operador lineal acotado {\displaystyle T:H\to H}  tiene un subespacio {\displaystyle T}-invariante cerrado no trivial: un subespacio lineal cerrado {\displaystyle W} de {\displaystyle H}, que es distinto de {\displaystyle \{0\}} y de {\displaystyle H}, tal que {\displaystyle T(W)\subset W}.
Una respuesta negativa al problema está estrechamente relacionada con las propiedades de las órbitas {\displaystyle T}. Si {\displaystyle x} es un elemento del espacio de Banach {\displaystyle H}, la órbita de {\displaystyle x} bajo la acción de {\displaystyle T}, denotada por {\displaystyle [x]}, es el subespacio generado por la secuencia {\displaystyle \{T^{n}(x)\,:\,n\geq 0\}}. A esto también se lo llama subespacio {\displaystyle T}-cíclico generado por {\displaystyle x}. A partir de la definición, se deduce que {\displaystyle [x]} es un subespacio {\displaystyle T}-invariante. Además, es el subespacio {\displaystyle T}-invariante mínimo que contiene a {\displaystyle x}: si {\displaystyle W} es otro subespacio invariante que contiene {\displaystyle x}, entonces necesariamente {\displaystyle T^{n}(x)\in W} para todo {\displaystyle n\geq 0} (ya que {\displaystyle W} es {\displaystyle T}-invariante), y {\displaystyle [x]\subset W}. Si {\displaystyle x} es no nulo, entonces {\displaystyle [x]} no es igual a {\displaystyle \{0\}}, por lo que su clausura es bien el espacio entero {\displaystyle H} (en cuyo caso a {\displaystyle x} también se lo llama vector cíclico para {\displaystyle T}), o bien se trata de un subespacio {\displaystyle T}-invariante no trivial. Por tanto, un contraejemplo al problema del subespacio invariante sería un espacio de Banach {\displaystyle H} y un operador acotado {\displaystyle T:H\to H} para los que todo vector no nulo {\displaystyle x\in H} es un vecotr clíclico para {\displaystyle T}. (Donde un «vector cíclico» {\displaystyle x} para un operador {\displaystyle T} en un espacio de Banach {\displaystyle H} se trata de un vector para el que la órbita {\displaystyle [x]} de {\displaystyle x} es densa en {\displaystyle H}).